# Triberg im Schwarzwald
Triberg es una ciudad de Alemania, situada en el estado de Baden-Wurtemberg, en el distrito de Selva Negra-Baar. 

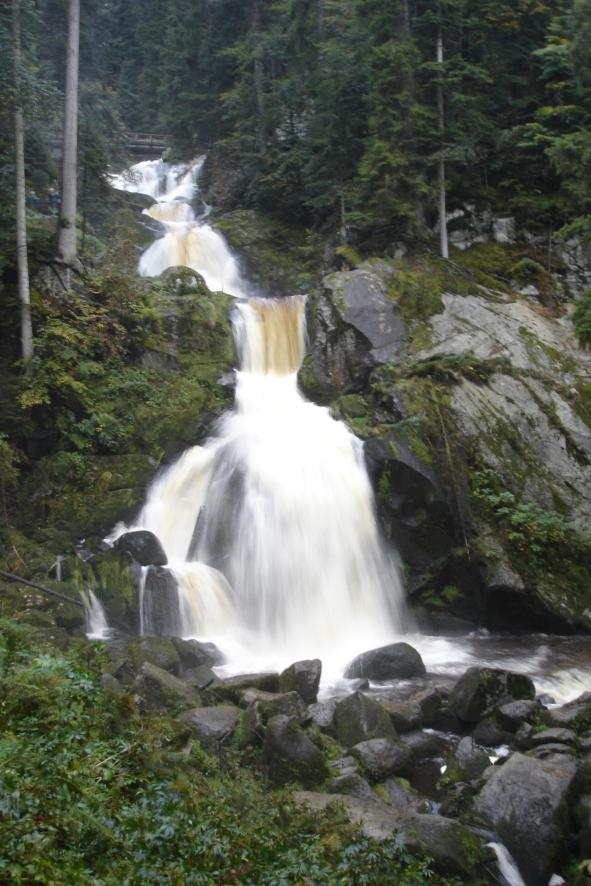
Cascadas del río Gutach

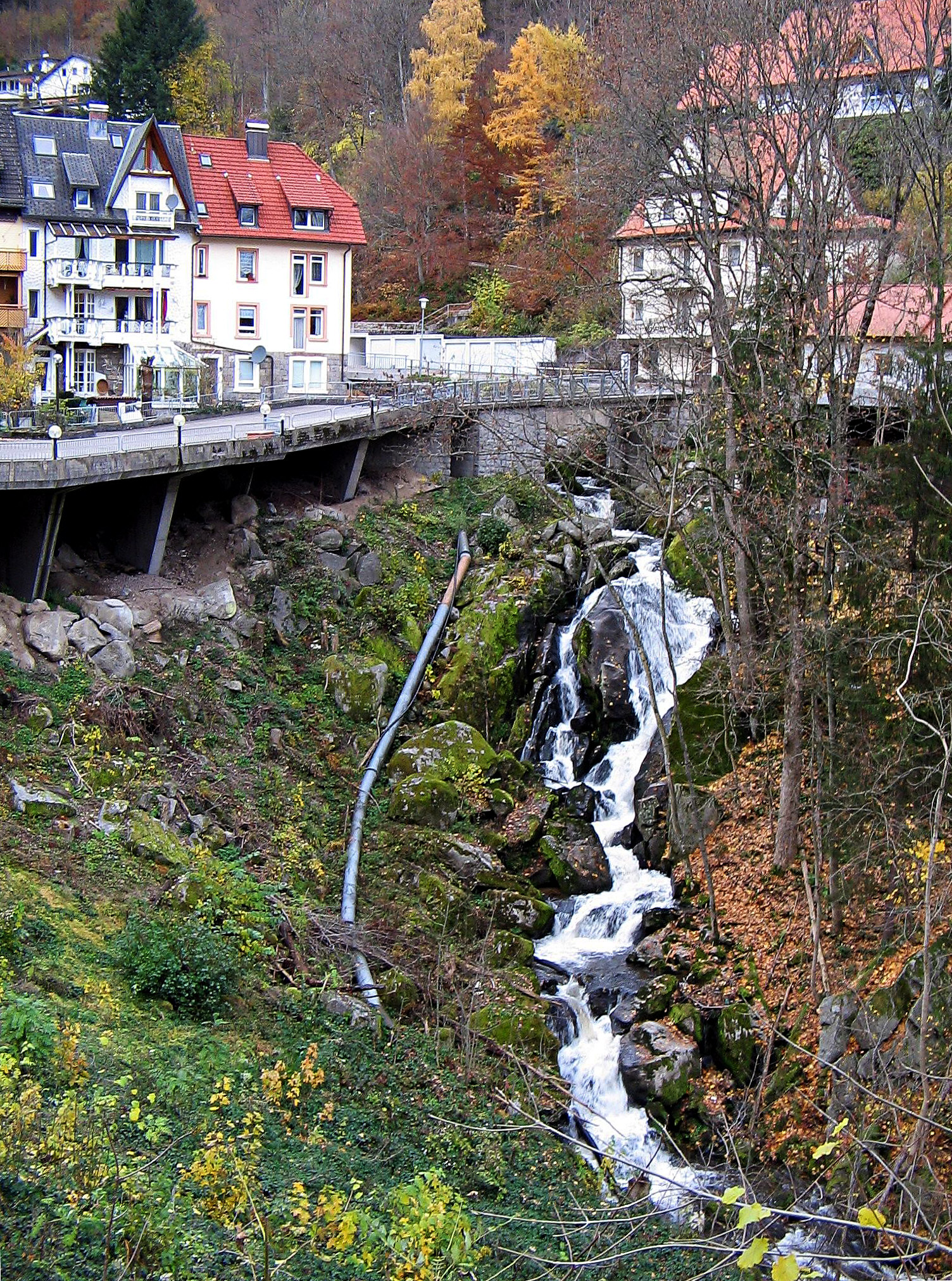
Triberg y cascada del afluente Schonach

Se encuentra a un nivel de 600 m sobre el nivel del mar en su punto más bajo y a 1050 en su cota superior. Está rodeada de profundos bosques de abetos y por las montañas de la Selva Negra. La cruza el río Gutach, que forma un sistema de cascadas de más de 163 m de caída (las más altas de la Selva Negra) y que es su gran atracción turística.
Las principales actividades de la ciudad son el turismo y el comercio. Posee el Museo Regional de la Selva Negra. Hay gran cantidad de fábricas de relojes de cuco, así como algunas de alta tecnología. 
El clima es típicamente continental con trazas alpinas. Inviernos muy fríos y con numerosas precipitaciones en forma de nieve. Veranos suaves. 